# 勞茲島 (緬因州)
勞茲島（英語：Louds Island）是位於美國緬因州林肯縣的一個未組織地區。

## 地方資料
勞茲島的面積為38.80平方千米，當中陸地面積為4.05平方千米，而水域面積為34.75平方千米。根據2020年美國人口普查的數據，當地共有人口3人，而人口密度為每平方千米0.08人。